# قمر تاج
قمر تاج (به انگلیسی: Kamar-Taj) مکانی خیالی در کتاب‌های کامیک آمریکایی منتشر شده در مارول کامیکس است که توسط نویسنده استن لی و طراح استیو دیتکو خلق شده‌است. این مکان برای اولین بار در شمارهٔ ۱۱۰ از مجلهٔ قصه‌های عجیب در ژوئیه ۱۹۶۳ معرفی شد.

## توصیف
قمر تاج مکانی مخفی است که در ارتفاعات هیمالیا قرار دارد و خانه مربی دکتر استرنج، انشنت وان است. پانصد سال پیش، انشنت وان در همین محل به دنیا آمد و با کمک دوستش، کالوو، قدرت جادوی باستانی را کشف کرد اما آن دو بر سر نحوه استفاده از آن اختلاف داشتند، در حالی که انشنت وان تمایل به استفاده از این توانایی جدید برای کمک به مردم و تبدیل روستایش به یک آرمان‌شهر بود، کالوو تنها به قدرت آن، و فتح روستاهای اطراف فکر می‌کرد. آن دو با جادو مریضی و پیری را از قمر تاج دور کردند اما کالوو با تسخیر کردن ذهن روستاییان، خودش را پادشاه کرد. در نبردی که بین انشنت وان و کالوو درگرفت، این روستا با خاک یکسان شد. کالوو به مکان دیگری تبعید و انشنت وان خانه به دوش شد.